# Arvid Anderstedt
Carl Arvid Anderstedt, född 23 oktober 1848 i Hedemora, död 21 juli 1904 i Säter, var en svensk borgmästare. 
Anderstedt blev student vid Uppsala universitet 1869 och avlade hovrättsexamen 1873. Han var borgmästare i Säters stad från 1876 till sin död. Han var även verksam som kommunalman.